# یاسواکی میتسوموری
یاسواکی میتسوموری (انگلیسی: Yasuaki Mitsumori؛ زادهٔ ۲۳ نوامبر ۱۹۴۶) بازیکن والیبال اهل ژاپن است.